# Guarantã
Guarantã is een gemeente in de Braziliaanse deelstaat São Paulo. De gemeente telt 6.680 inwoners (schatting 2009).